# 1939 en Grèce
Chronologie de la Grèce
- 1935
- 1936
- 1937
- 1938
- 1939
- 1940
- 1941
- 1942
- 1943

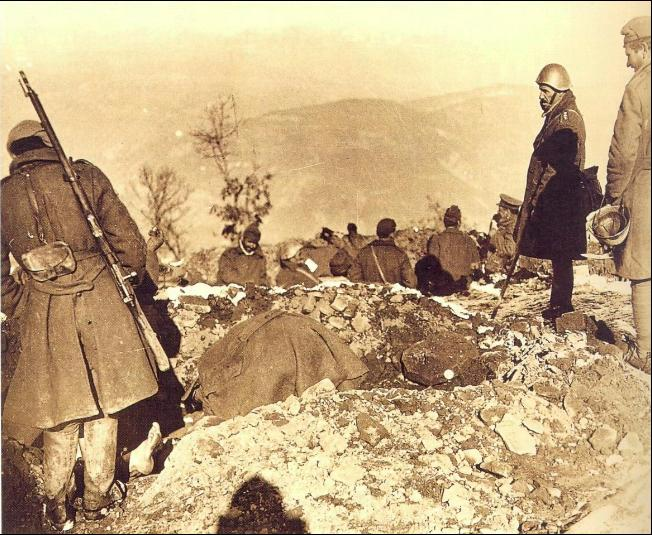
Construction de fortifications dans le secteur d'Eleas-Kalama (Epire-Grèce), en mars 1939, avant le déclenchement de la guerre italo-grecque (1940-1941).

Cette page concerne les évènements survenus en 1939 en Grèce  :

## Évènement
- Régime du 4-Août (1936-1941)
- Préparatifs de la guerre italo-grecque.

## Création
- 29 avril : Société d'études macédoniennes (en)

- Alfa-Beta Vassilopoulos, chaîne de magasins.
- A.O. Nea Ionia F.C. (en), club de football.
- Premier programme (en) (ERT), radio publique.
- Greek Line (en), compagnie maritime.
- Opéra national de Grèce
- Palliniakos F.C. (en), club de football.
- Sœurs de la Croix

## Sortie de film
- Le Chant du départ

## Sport
- Coupe de Grèce de football (1938-1939) (en)
- Coupe de Grèce de football (1939-1940) (en)

## Naissance
- 7 janvier : Michel de Grèce, membre de la famille royale de Grèce.
- Athanásios Eustathíou (el), avocat et député.
- Geórgios Gennimatás, personnalité politique.
- Péris Ieremiádis, peintre, dessinateur et illustrateur.
- Nicholas Kazanas, indologue grec.
- Dimosthénis Kordopátis (el), avocat, traducteur, écrivain et poète.
- Aléxandros Panagoúlis, ingénieur, poète et personnalité politique.
- Giórgos Sfíkas (de), écrivain.
- Márion Síva (el), actrice et chanteuse.
- Vasílis Stogiánnos (el), théologien, professeur d'université.
- Aimílios Theofanídis (el), joueur de football.
- Panayótis Trembélas (ru), évêque de l'Église orthodoxe de Constantinople.

## Décès
- Livio Borghese, diplomate italien.
- Geórgios Dikónymos, combattant crétois de la lutte macédonienne.
- Spyrídon Merkoúris, homme politique.
- Xenofón Móschou (el), théologien.
- Aristotélis Záchos, architecte et urbaniste.